# Nicolò Baron
Nicolò Baron (Cittadella, 30 agosto 1996) è un giocatore di calcio a 5 italiano.

## Carriera

### Club
All'inizio della carriera era considerato uno dei calcettisti italiani più promettenti della sua generazione; cresce nel settore giovanile della Luparense, squadra della sua città, dove rimane fino al 2015 (giocando anche una stagione in prestito in Belgio).
Nel 2016 passa all'ambizioso Cisternino, dove ben presto diventa uno dei protagonisti della promozione in Serie A della compagine pugliese.
Nell'estate 2017 è acquistato dalla neopromossa in massima serie Feldi Eboli, rimanendo anche qui per una stagione.
Rimanendo sempre in Campania, nel 2018 entra a far parte del mercato estivo del Napoli. L'esperienza partenopea tuttavia dura solo pochi mesi, quando Baron passa al Carrè Chiuppano, in Serie A2.

### Nazionale
Nel 2014 riceve la sua prima convocazione nell'Italia Under-21 di cui diventa, ben presto, una colonna portante tanto da esserne nominato capitano.
Nel 2017 viene convocato per la prima volta nella nazionale maggiore di Roberto Menichelli, nel gennaio 2018 segna a Genzano il suo primo gol in maglia azzurra nell'amichevole contro la Polonia.
Il 28 gennaio 2018 viene inserito da Roberto Menichelli nella lista definitiva dei convocati per l'Europeo 2018.

## Palmarès
- Campionato italiano: 1
Luparense: 2013-14
- Campionato di Serie A2: 1
Cisternino: 2016-17 (girone B)